# Androniscus brentanus
Androniscus brentanus là một loài chân đều trong họ Trichoniscidae. Loài này được Verhoeff miêu tả khoa học năm 1932.